# Gropparello
Gropparello (Gruparéll in dialetto piacentino) è un comune italiano di 2 171 abitanti della provincia di Piacenza in Emilia-Romagna.
È situato a 28 km da Piacenza in direzione sud.

## Geografia fisica

### Territorio
Il territorio del comune di Gropparello si trova nell'Appennino ligure lungo le parallele val Riglio, val Vezzeno e val Chero, formate dagli omonimi torrenti. La forma allungata del territorio comunale è origine di una grande varietà di paesaggi: si va dalla bassa collina nella zona di Sariano, situato all'estremità settentrionale del comune, fino alla montagna, nella zona di Obolo e Groppovisdomo, all'estremità meridionale, con altezze anche superiori ai 1000 m s.l.m..
Parte del territorio comunale è stato incluso nel 1996 nella riserva naturale geologica del Piacenziano a seguito dei cospicui ritrovamenti di reperti fossili risalenti al Pliocene. Nel 2011 la riserva è confluita nel neocostituito parco regionale dello Stirone e del Piacenziano.

### Clima
In base alla media trentennale di riferimento 1961-1990, la temperatura media del mese più freddo, gennaio, si attesta a 1,7 °C; quella del mese più caldo, luglio, è di 22,8 °C.
| Castellana Groppo  | Mesi | Mesi | Mesi | Mesi | Mesi | Mesi | Mesi | Mesi | Mesi | Mesi | Mesi | Mesi | Stagioni | Stagioni | Stagioni | Stagioni | Anno |
| Castellana Groppo  | Gen  | Feb  | Mar  | Apr  | Mag  | Giu  | Lug  | Ago  | Set  | Ott  | Nov  | Dic  | Inv      | Pri      | Est      | Aut      | Anno |
| ------------------ | ---- | ---- | ---- | ---- | ---- | ---- | ---- | ---- | ---- | ---- | ---- | ---- | -------- | -------- | -------- | -------- | ---- |
| T. max. media (°C) | 3,4  | 5,6  | 9,3  | 14,5 | 18,3 | 23,0 | 26,3 | 25,6 | 21,5 | 14,7 | 8,8  | 4,8  | 4,6      | 14,0     | 25,0     | 15,0     | 14,7 |
| T. min. media (°C) | 0,0  | 1,2  | 4,7  | 8,5  | 12,2 | 16,3 | 19,2 | 19,0 | 15,8 | 10,3 | 5,3  | 1,5  | 0,9      | 8,5      | 18,2     | 10,5     | 9,5  |

## Origini del nome
Originariamente la località era indicata con il nome di origine latina Cagnano con cui ci si riferiva alla rocca e al paese; il nome Gropparello, indicante tutto il territorio comunale, deriva invece dal longobardo Groppo indicante una formazione montuosa di forma tondeggiante. Il toponimo Cagnano cadde infine in disuso prima della fine del XIX secolo.

## Storia
I primi insediamenti umani nella zona di Gropparello, nei pressi della frazione Groppovisdomo, risalgono all'età del ferro. In epoca romana la val Chero, nella quale si trovava il municipium di Veleia, situato nel limitrofo comune di Lugagnano Val d'Arda, ospitò diversi insediamenti romani di cui alcune tracce sono visibili anche in comune di Gropparello, sulla sponda del Chero opposta rispetto a Veleia. Nella tabula alimentaria traianea, ritrovata a Veleia nel 1747, sono contenuti riferimenti alla villa di Satrianus, la futura Sariano.

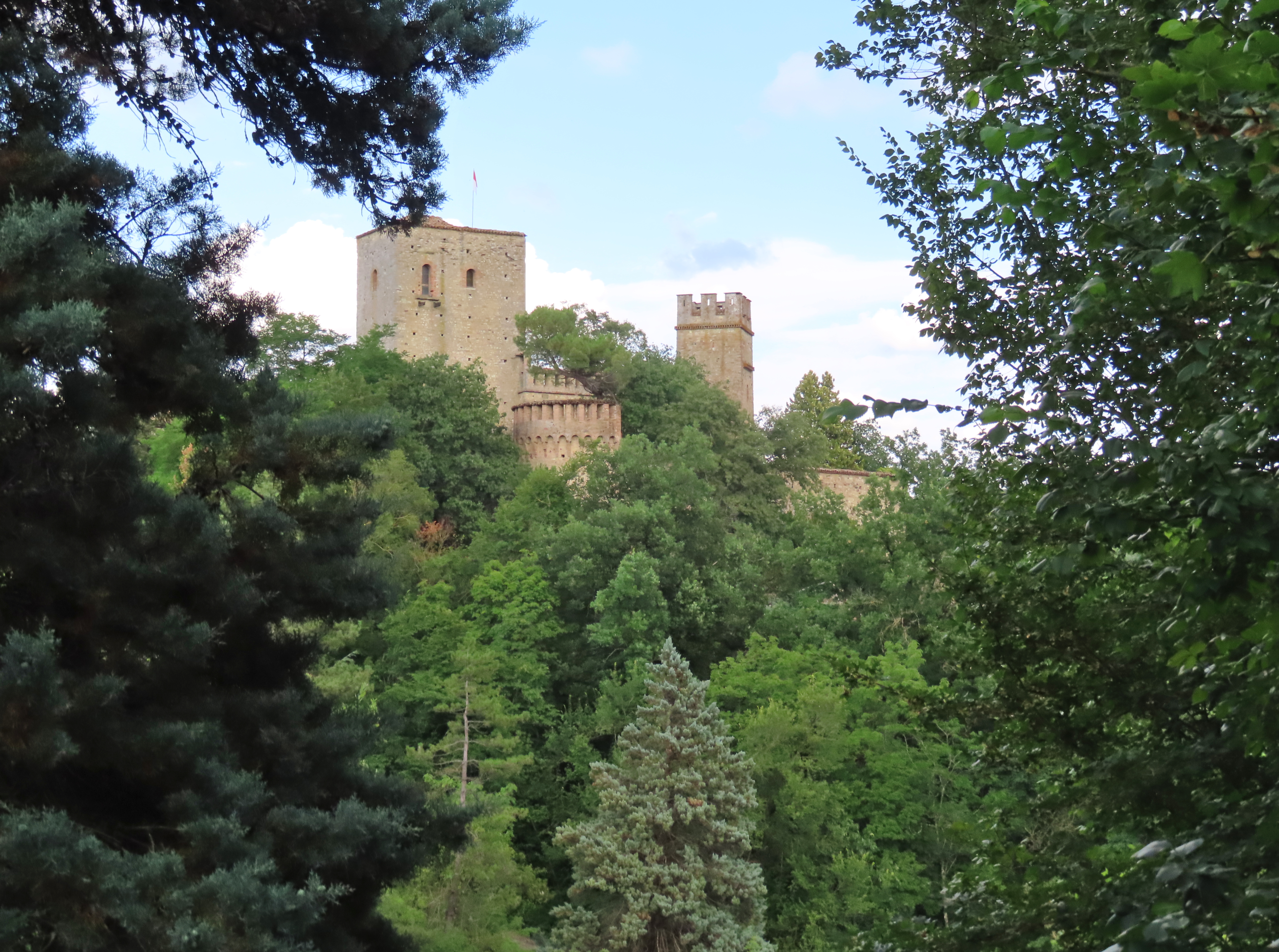
Il castello.

Le prime testimonianze documentali nell'ottavo secolo vedono la zona, con l'eccezione della località di Sariano, sotto il controllo del monastero dei SS. Salvatore e Gallo di Val Tolla. A questo secolo risalgono anche le prime citazioni del castello, posto all'entrata del paese, che nel 780 fu donato alla chiesa piacentina dall'imperatore Carlo Magno. Il castello è poi citato in un documento dell'840 come appartenente al vescovo di Piacenza Seufredo II. Nel 1014 l'imperatore del Sacro Romano Impero Enrico II il Santo cedette al monastero di Val Tolla anche la zona di Sariano. Il territorio rimase sottomesso al monastero fino al 1535, quando avvenne la sua definitiva soppressione.
Nel 1255 il castello fu distrutto da parte dell'esercito ghibellino agli ordini di Oberto II Pallavicino per essere poi immediatamente ricostruito, nonostante i ripetuti tentativi dello stesso Pallavicino di espugnarlo per una seconda volta. Il castello cambiò proprietà attorno al 1300 quando il vescovo di Piacenza Filippo Fulgosio lo lasciò ai suoi eredi, i quali si ritirarono a Gropparello nel 1335 dopo aver abbandonato la città.
Nel 1464 il duca di Milano Francesco Sforza cedette il castello a Galeazzo Campofregoso, togliendolo quindi dalle disponibilità dei Fulgosio. In seguito i cambi di proprietà furono molteplici: tra i proprietari più importanti si ricorda la famiglia Anguissola che tenne il fortilizio per due secoli.
Nel 1832 il territorio della val Riglio sulla sponda destra del torrente, fino a quel momento legato prevalentemente alla val Nure e alla famiglia Nicelli si unì ai territori della val Vezzeno e della val Chero dando origine al primo nucleo amministrativo del comune di Gropparello. Nel 1869 il castello passò nelle mani del conte Ludovico Marazzani Visconti Terzi che lo fece restaurare completamente.
A partire dal 1866 cominciarono in val Riglio e in val Chero, ricerche petrolifere, condotte inizialmente da una società genovese, poi dal conte Marazzani, dalla società francese Petroles de Montechino e, infine, dal barone francese Adolfo Zipperlen proprietario della Società Francese dei Petroli, sotto il quale l'attività d'estrazione divenne operativa nel 1888.
Durante la seconda guerra mondiale, la zona di Montechino subì, fino all'armistizio dell'8 settembre vari bombardamenti da parte delle truppe alleate. La stessa zona divenne anche sede del presidio del gruppo corazzato Leonessa, poi, a partire dal 1944, dopo essere stata conquistata dai partigiani, Montechino fu sede del distaccamento «Ursus», parte della Divisione partigiana Val d'Arda. La resistenza nel comune di Gropparello non fu attiva solo nella zona di Montechino: don Giuseppe Borea, parroco di Obolo, fu cappellano militare e capo-servizio della divisione del CVL Val d'Arda, venendo poi catturato dalle truppe fasciste nel gennaio 1945 e successivamente fucilato a Piacenza. Nell'aprile 1945 la località di Montechino venne bombardata nuovamente dalle truppe alleate per distruggere i pozzi petroliferi presenti, che pure, in quel frangente, erano utilizzati dalle forze partigiane per rifornire i loro mezzi.
Dopo la fine della guerra, nel 1950 venne definitivamente sospesa l'attività estrattiva, con i pozzi che vennero in gran parte smantellati.

## Monumenti e luoghi d'interesse

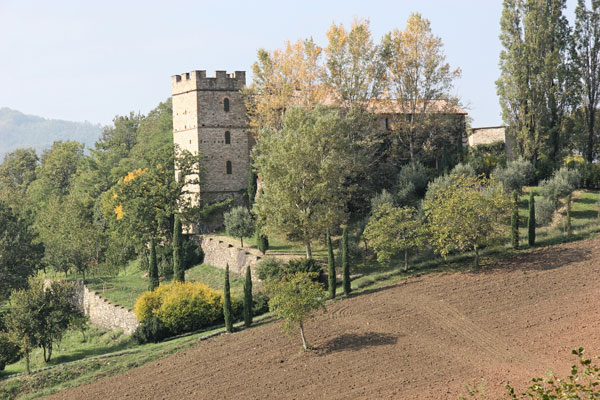
Il castello di Montechino.

Torre GragnanaSituata nella frazione di Sariano, venne costruita, come confermato da un'iscrizione in arenaria posta sul fronte principale, nel 1554 ad opera dei fratelli Antonio, Gabriele e Francesco Maria Gragnani con la duplice funzione ornamentali e difensiva a supporto dell'annessa villa. La torre potrebbe essere opera del Vignola o di un suo allievo.
Castello di GropparelloPosto all'ingresso del paese su un picco di rocce ofiolitiche sovrasta un orrido sul cui fondo scorre il torrente Vezzeno. Di proprietà della chiesa piacentina a partire dall'840, fu teatro di scontri tra Guelfi e Ghibellini. Passato molte volte di mano, nel 1869 venne acquistato dal conte Ludovico Marazzani-Visconti che affidò il restauro all'architetto Camillo Guidotti, che con lo stile dell'epoca aggiunse strutture neogotiche ed apertura di finestre nel mastio. Il maniero è di proprietà della famiglia Gibelli, che lo ha trasformato in un'opportunità commerciale con l'apertura a visite guidate e la creazione di ambienti tematici per bambini.
Castello di Gusanoconosciuto anche come castello dei Rossi o rocca dei Gruppetti, è posto in posizione isolata su di un picco. Originariamente dotato di struttura castrense, è stato nel tempo convertito ad abitazione privata.
Castello di MontechinoPosto sul monte Occhino, a picco sul torrente Riglio, fu costruito come avamposto strategico a difesa della valle. Fu inizialmente di proprietà dei Confalonieri, ai quali nel 1393 Gian Galeazzo Visconti concesse l'investitura feudale delle terre che già tenevano nel piacentino. Nel 1492 i Confalonieri vendettero il castello alla famiglia dei Nicelli, signori per secoli della val Nure. Nel 1944 ospitò il Distaccamento «Ursus» della Divisione partigiana val d'Arda. Nel corso degli ultimi venticinque anni è stato ristrutturato nel rispetto della struttura originaria.
Castello di SarianoCitato per la prima volta in un documento risalente al 1371 in cui alcuni membri della famiglia Palastrelli, proprietaria del forte, affermavano di non accogliervi all'interno ribelli e banditi, presenta una pianta a forma di L con un corpo posteriore e un fronte maggiore a cui si accede tramite un portale con archi a sesto acuto e su cui svetta una torre rettangolare in pietra.
Castello di TavascaL'edificio è testimoniato di proprietà di Guido Antonio Pallastrelli e dei suoi fratelli nel 1595; nel 1651 la camera ducale confiscò il castello alla famiglia Palastrelli, insieme a tutti i loro beni situati a Celleri, Tavasca e Rezzano. Nel 1685 il medico Giacomo Tedaldi viene investito del locale feudo da parte di Ranuccio II Farnese, l'anno successivo il Tedaldi compra il fortilizio, avviando lavori di restauro. Nel 1888 vengono demolite le torri rotonde poste sugli angoli e viene interrato il fossato ad opera della famiglia Costa trasformando l'edificio in un palazzo con doppio loggiato cortilizio.
Castello di VeggiolaDopo aver ospitato un consistente numero di fuoriusciti guelfi provenienti da Piacenza durante le rivolte anti-viscontee del Trecento ed essere stato anche ripetutamente saccheggiato, venne ricostruito a partire dal 1550 dall'architetto e ingegnere imperiale Domenico Gianelli su commissione di Gian Francesco Della Veggiola, passando poi di mano tra varie famiglie nobili tra le quali i Visconti di Brignano, i Casati, i Barattieri e i Petrucci, subendo varie trasformazioni fino a assumere la fisionomia di dimora signorile.

## Società

### Evoluzione demografica
Abitanti censiti

## Economia

### Agricoltura
L'economia di Gropparello era tradizionalmente agricola, con produzione di cereali, uva, ortaggi e foraggi per l'alimentazione dei bovini da latte. Alle produzioni tradizionali, a partire dai primi anni del XXI secolo si sono affiancate alcune nuove colture, come l'olivicoltura ambito nel quale l'associazione Terre di Gropparello, formata da 25 soci, ha messo a dimora circa 2 000 ulivi tra Gropparello e i comuni di Lugagnano Val d'Arda, Carpaneto Piacentino e Rivergaro le cui olive vengono inviate in tre frantoi situati tutti a Gropparello con una produzione annua che è gradualmente aumentata partendo da 24 q nel 2009.
Nel territorio comunale, a Montechino, in val Riglio, e in val Chero sono presenti giacimenti di gas naturale e petrolio, che vennero sfruttati a livello industriale dal 1888 al 1950. In questi anni vennero aperti complessivamente 349 pozzi, profondi tra i 500 e i 1 100 metri, alcuni capaci di una produzione giornaliera di 40000 l di petrolio. Per servire i pozzi di Montechino fu costruito un oleodotto lungo 29 km che trasportava il petrolio sino a Fiorenzuola d'Arda, dove era situata una raffineria.

### Industria
Accanto all'attività agricola si sono sviluppate nel XX secolo attività artigianali e industriali, specialmente nei settori della carpenteria metallica e dei serramenti. Nella frazione di Sariano si trova un'area artigianale che vede la presenza di una società produttrice di sistemi di filtrazione e depolverazione dell’aria. Nella stessa frazione si trovava il cantiere navale Atlantis del gruppo Azimut che occupava circa 200 persone e la cui attività è stata sospesa nel 2013 dopo quarant'anni di attività con significative ripercussioni sull'economia della zona.
Nonostante la presenza di queste attività, il pendolarismo verso altri comuni interessa una fascia consistente della popolazione residente: secondo i dati del censimento del 2001 il 42.9% dei gropparellesi, includendo in questo computo anche gli studenti, risultavano essere pendolari; percentuale che si riduceva al 31.8% considerando i soli spostamenti per motivi lavorativi.

### Turismo
Il comune è una meta di turismo estivo, anche grazie alla presenza del castello che nel 2015 è stato il più visitato tra i castelli piacentini aderenti al circuito Associazione dei Castelli del Ducato di Parma, Piacenza e Pontremoli con un totale di 66 855 accessi. Il castello ospita anche il Parco delle fiabe - Primo Parco Emotivo d'Italia, un parco didattico a tema medievale dedicato ai bambini che, accompagnati da figuranti in costume, possono partecipare ad un'avventura guidata a tema fantastico. L'estate è anche il periodo in cui si tengono diverse manifestazioni sul territorio comunale tra cui la festa dell'uva sagra dedicata all'uva e al vino.

## Infrastrutture e trasporti
Il territorio comunale di Gropparello è attraversato dalla strada provinciale 10 di Gropparello che collega il capoluogo comunale con Carpaneto Piacentino; oltrepassato il capoluogo la strada diventa, senza soluzione di continuità, la strada provinciale 10bis di Castellana, proseguendo verso sud sino a Prato Barbieri, al confine tra i comuni di Gropparello e Bettola. Dalla strada provinciale 10 bis, a sud della frazione di Costa della Mora, si dirama la strada provinciale 67 di Massara che raggiunge Bettola. Infine, a sud di Castellana si dirama dalla strada provinciale 10 bis la strada provinciale 14 bis di Veleia che scende verso la val Chero andando a congiungersi con la strada provinciale 14 della Val Chero in comune di Lugagnano Val d'Arda.

## Amministrazione
Di seguito è presentata una tabella relativa alle amministrazioni che si sono succedute in questo comune.
| Periodo          | Periodo          | Primo cittadino  | Partito                                   | Carica      | Note   |
| ---------------- | ---------------- | ---------------- | ----------------------------------------- | ----------- | ------ |
| 2 luglio 1985    | 22 giugno 1990   | Armando Piazza   | Democrazia Cristiana                      | Sindaco     | [ 36 ] |
| 1º luglio 1990   | 18 novembre 1991 | Mario Vincenti   | Democrazia Cristiana                      | Sindaco     | [ 36 ] |
| 18 novembre 1991 | 30 giugno 1992   | Lorenzo De Luca  |                                           | Comm. pref. | [ 36 ] |
| 4 agosto 1992    | 28 aprile 1997   | Mario Vincenti   | Democrazia Cristiana                      | Sindaco     | [ 36 ] |
| 28 aprile 1997   | 14 maggio 2001   | Mario Vincenti   | Lista civica di centro-destra             | Sindaco     | [ 36 ] |
| 14 maggio 2001   | 30 maggio 2006   | Armando Piazza   | Lista civica di centro-destra             | Sindaco     | [ 36 ] |
| 29 maggio 2006   | 16 maggio 2011   | Armando Piazza   | Lista civica di centro-destra             | Sindaco     | [ 36 ] |
| 16 maggio 2011   | 6 giugno 2016    | Claudio Ghittoni | Lista civica Partecipazione e trasparenza | Sindaco     | [ 36 ] |
| 6 giugno 2016    | 4 ottobre 2021   | Claudio Ghittoni | Lista civica Insieme                      | Sindaco     | [ 36 ] |
| 4 ottobre 2021   | in carica        | Armando Piazza   | Lista civica Piazza sindaco               | Sindaco     | [ 36 ] |

### Altre informazioni amministrative
Gropparello ha fatto parte della comunità Montana valli del Nure e dell'Arda, fino alla sua chiusura avvenuta nel 2013. In seguito allo scioglimento, Gropparello è entrato a far parte dell'Unione Valnure e Valchero insieme ai comuni di Carpaneto Piacentino, Podenzano, San Giorgio Piacentino e Vigolzone.